# Jakob Segal
Jakob Segal (* 17. April 1911 in Sankt Petersburg, Russisches Kaiserreich; † 30. September 1995 in Berlin, auch: Jacob Segal) war ein deutscher Biologe und kommunistischer Widerstandskämpfer. Er war Leiter des Instituts für Allgemeine Biologie an der Humboldt-Universität zu Berlin und veröffentlichte zahlreiche Studien über Struktur und Rolle der Proteinmoleküle und der Immunologie. Bekanntheit erlangte er zuletzt durch die mediale Unterstützung seiner Verschwörungstheorie, das HI-Virus sei nicht natürlichen Ursprungs, sondern in einem amerikanischen Militärlabor mit Mitteln der Gentechnik künstlich erzeugt worden.
Segal nahm während des Zweiten Weltkrieges aktiv am Widerstand gegen den Nationalsozialismus u. a.in den Komitee „Freies Deutschland“ für den Westen (CALPO) teil. Nach Übersiedelung in die Deutsche Demokratische Republik (DDR) wurde er 1953 an die Humboldt-Universität zu Berlin berufen und mit dem Aufbau eines Instituts für Allgemeine Biologie beauftragt, das er bis zu seiner Emeritierung leitete und dort forschte. Er war von 1952 bis 1955 Geheimer Informator der DDR-Staatssicherheit.

## Leben und Werk
Segal stammte aus einer jüdischen Familie aus Litauen (seinerzeit Russisches Kaiserreich bis 1917). Mit acht Jahren kam er mit seinen Eltern nach Königsberg in Ostpreußen, Provinz des Königreichs Preußen, wo er die Schule mit dem Abitur abschloss. Die ersten Semester seines Biologiestudiums absolvierte er in Königsberg, Berlin und München, bevor er wegen antifaschistischer Aktivitäten im Roten Studentenbund und in der Kommunistischen Partei Deutschlands nach der Machtergreifung des NS-Staates 1933 emigrieren musste. Er konnte sein Studium in Toulouse, Frankreich, fortsetzen und mit der „Licence des Sciences“ beenden. Hier lernte er auch seine spätere Frau Lilli (geborene Schlesinger) kennen.
Nach Beendigung des Studiums begann er seine Forschungsarbeit in Paris am Sinnesphysiologischen Laboratorium des Collège de France. Anschließend war er am Centre national de la recherche scientifique (Nationales Zentrum für wissenschaftliche Forschung, CNRS) in Paris tätig. 1940 promovierte Segal zum „Docteur des Sciences“ (Fach Physiologie) an der Sorbonne (Universität von Paris). Er nahm während des Zweiten Weltkrieges aktiv am Widerstand gegen den Nationalsozialismus in den internationalen Kampfgruppen (M.O.I.) und im Komitee „Freies Deutschland“ für den Westen (CALPO) teil. So stellte er, gemeinsam mit seiner Frau Lilli u. a. gefälschte Ausweise und andere Dokumente für die Widerstandsbewegung gegen die deutsche Besatzung her. Nach Beendigung des Zweiten Weltkriegs kehrte er ans CNRS zurück und wurde dort zum „Chargé de Recherches“ ernannt. Er übernahm einen Forschungsauftrag über die Sinnesfunktionen der Hirnrinde.

1952 siedelten Segal und seine Frau Lilli, die beide die sowjetische Staatsbürgerschaft angenommen hatten, auf sowjetische Empfehlung in die Deutsche Demokratische Republik (DDR) über. 1953 wurde er an die Humboldt-Universität zu Berlin berufen und mit dem Aufbau eines Instituts für Allgemeine Biologie beauftragt, das sich in der Folge auf die Ausbildung von Biophysikern spezialisierte. Er leitete das Institut bis zu seiner Emeritierung im Jahre 1971. Daneben lehrte er nach der Kubanischen Revolution drei Jahre in Kuba sowie drei Semester in Mexiko. Zwischen 1952 und 1955 war er Informant des MfS. Ende 1955 erhielt sein Führungsoffizier bei der Staatssicherheit die Anweisung von einem sowjetischen KGB-Offizier, keine Treffen mehr mit Segal durchzuführen, weil sie selbst mit ihm arbeiten wollten.

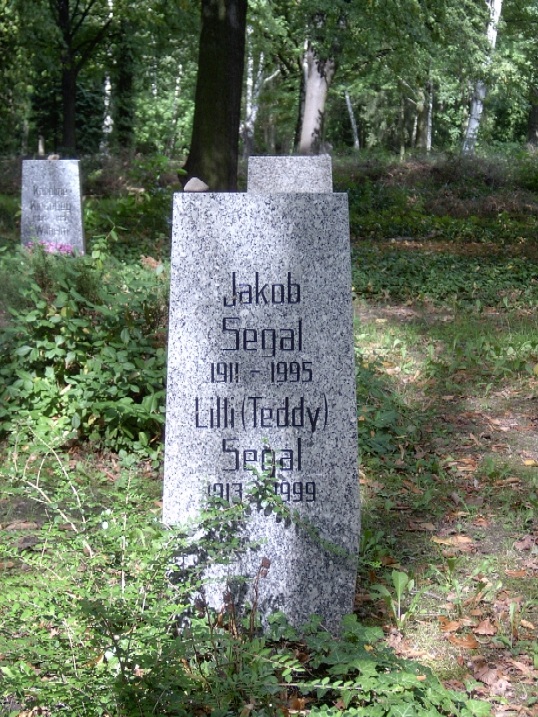
Grab von Jakob Segal auf dem Zentralfriedhof Friedrichsfelde in Berlin

In den 1950er-Jahren gehörte er zu den wichtigsten Vertretern des Lyssenkoismus in der DDR. Seine Forschungsgebiete waren die Struktur der Proteinmoleküle, die Rolle der Proteine in elementaren Zellfunktionen und die Immunologie. Nach seiner Emeritierung 1971 setzte Segal seine Arbeiten mit verstärkter Orientierung auf biophysikalische Probleme der Medizin fort.
Seine Urne und die seiner Ehefrau Lilli (Teddy) Segal (1913–1999) wurden auf dem Zentralfriedhof Berlin-Friedrichsfelde in der Gräberanlage für Opfer des Faschismus und Verfolgte des Naziregimes beigesetzt.

## HIV-Forschung
In seinen letzten Lebensjahren bildete das HI-Virus Segals hauptsächliches Forschungsgebiet, dem er mehrere Buchveröffentlichungen widmete. In einem Buch von 1991 schlägt er vor, eine Impfung gegen AIDS mit Antigenen der inneren Proteinstruktur des Virus (Nukleokapsid Eiweiß p24) zu entwickeln. Die äußere Hülle (env, Eiweiß gp120) hätte Funktionen für das Immunsystem, deshalb störe eine Impfung mit diesem Antigen. Beim Eindringen des Virus in die Wirtszelle bleibt ein Teil des p24 an der Oberfläche der Wirtszelle hängen. Nach einer erfolgreichen Immunisierung gegen p24 vernichte das Immunsystem somit die befallenen Zellen (durch die produzierten Antikörper anti p24) und verringere die Viruslast. AIDS könne geheilt werden durch Bestrahlung von Blut mit ultraviolettem Licht. Beide Thesen gelten in der Forschung zu AIDS und HIV als irrig.

### Verschwörungstheorie eines künstlichen HIV-Ursprungs

#### These
Segal stellte 1985 die These auf, dass das HI-Virus das Ergebnis militärischer Experimente in Fort Detrick, Maryland, USA im dort angesiedelten United States Army Medical Research Institute of Infectious Diseases (USAMRIID), einem P4-Forschungslabor zum Studium von Infektionskrankheiten, durch den US-Forscher Robert Charles Gallo sei. Er knüpfte damit an Behauptungen der KGB-Desinformationskampagne Operation Infektion an. Im Unterschied zu den vom KGB gestreuten Darstellungen, HIV sei als neuartiges Virus von amerikanischen Forschern in Afrika entdeckt und in die USA gebracht worden, beruhte Segals Theorie auf der Annahme, HIV sei durch Gallo künstlich aus zwei natürlichen Viren, und zwar Visna und HTLV-1, kreiert worden.

#### Argumentation
Segals Argumentation baute auf mehreren Säulen auf. Diese sollten jeweils Argumente dafür liefern, dass das zeitliche Zusammenfallen der nachweisbaren AIDS-Pandemie ab den 1980er Jahren mit der Entdeckung humaner Retroviren durch Robert Gallo und dem Aufkommen molekularbiologischer Gentechnik wenige Jahre zuvor kein Zufall sei.
Segal zog in Zweifel, dass HIV vor 1978 in der Bevölkerung existiert habe, und verweist darauf, dass in afrikanischen Blutkonserven der 1970er und frühen 1980er Jahre, auch bei späteren Analysen keine HIV-positiven Proben gefunden werden konnten. Stattdessen beschrieb Segal, wie die AIDS-Pandemie von New York und San Francisco ausgehend Ende der 1970er Jahre ihren Anfang nahm. Erst in solchen afrikanischen Blutkonserven, die zeitlich nach ersten Epidemien in den beiden amerikanischen Städten angelegt wurden (nach 1981), sei HIV dann – in rapide steigender Häufigkeit – nachweisbar. 
Segal behauptet weiter, dass sowohl Analysen aus Heteroduplex-Hybridisierung als auch computergestützte Vergleiche der Nukleotidsequenzen die Vermutung nahelegen, dass HIV-1 tatsächlich ein Visna-Virus sei, das um eine etwa 300 Nukleotide lange Sequenz aus HTLV-I ergänzt worden sei, und die Verwandtschaft von HIV-1 zu den damals bekannten SIV-Stämmen sei wesentlich geringer als zum Visna-Virus. Das Auftreten von HIV-2 und pathogener SIV-Stämme, die erstmals bei in Gefangenschaft lebenden Affen in den USA entdeckt wurden, interpretierte Segal als Resultate weiterer US-amerikanischer Experimente. In freier Wildbahn vorkommendes SIV sei grundsätzlich apathogen und habe keinerlei Eigenschaften eines Immunschwächevirus, die Namensgebung Simiane Immundefizienz-Virus sei eine gezielte Irreführung. 
Als dritten Strang zitierte Segal das Protokoll einer Sitzung der Unterkommission des Bereichs für das US-Verteidigungsbudget für 1970 mitsamt Abdruck des angeblichen Originaltexts als Faksimile, demnach im Juni 1969 geplant worden sei, aufgrund der damals erstmalig möglich gewordenen Gentechnik auf molekularbiologischer Ebene durch die Entdeckung der Restriktionsenzyme 1968 eine nicht-natürliche Biowaffe zu erforschen, gegen die keine Immunabwehr erworben werden kann. Segal verweist darauf, dass die internationale Ächtung von Biowaffen erst 1972 und die Ratifizierung durch die USA im Jahr 1975 erfolgte. Gallo habe bereits 1975 erstmalig ein menschliches Retrovirus isolieren und züchten können, das er AL23V nannte und auch publiziert habe. Ab 1976 habe er Publikationen dazu eingestellt und erst 1980 die Entdeckung von HTLV-1 veröffentlicht, das nach Unterstellung Segals Grundlage der Biowaffenforschung und HIV-Entstehung gewesen sei. Gallo habe seine Entdeckung humaner Retroviren genutzt, um das tödliche Visna-Virus humanpathogen zu machen. Das von der internationalen Gemeinschaft geforderte P4-Labor stand Gallo im Herbst 1977 zur Verfügung. Segal spekuliert, dass HIV dort Anfang 1978 gentechnisch erzeugt und an Gefangenen erprobt worden sein könnte. Das Experiment sei dann scheinbar gescheitert, weil zunächst keine humanpathogenen Erscheinungen auftraten. Die sehr lange Latenzzeit von AIDS habe also dazu geführt, dass infizierte Häftlinge mangels auftretender Symptome freigelassen worden seien und so HIV im Jahr 1979 New York und San Francisco erreicht habe. Erst 1983, als HIV von Luc Montagnier entdeckt wurde, habe Gallo dessen Existenz nicht mehr verheimlichen können und versuchte in der Folge, die HIV-Entdeckung mit der Benennung als HTLV-III für sich zu reklamieren.
Einen natürlichen Ursprung von HIV in Afrika in Verbindung mit einer ersten Epidemie in den USA bewertete Segal hingegen als epidemiologisch nicht plausibel. Als vierten Strang referierte Segal dazu die Fachliteratur als auch die damaligen Standpunkte der WHO, demnach auch im internationalen Fachkreis vielfach die Position vertreten würde, dass ein natürlicher Ursprung von HIV in Afrika als unwahrscheinlich anzunehmen sei.
Eine inhaltliche Diskussion Segals Hypothese in wissenschaftlichen Publikationen erfolgte zu keinem Zeitpunkt. Jedoch stellte der Virologe Erhard Geißler klar, dass er Segals Fort Detrick-Hypothese in Bezug auf HIV als abwegig einschätzt. Da Segal annahm, dass Viren nicht zur Rekombination in der Lage wären, erschien ihm eine künstliche Entstehung plausibel. Nach Segals Tod wurde nachgewiesen, dass auch HIV, wie viele anderen Viren, zur Rekombination befähigt ist und diese sogar häufig auftritt. Diese Möglichkeit natürlicher Evolution von Viren, bei der es auch zum genetischen Austausch zwischen unterschiedlichen Viren kommen kann, findet in Segals Überlegungen keine Berücksichtigung.

#### Veröffentlichung und Wirkung
Noch 1985 nahm Segal Kontakt mit dem Kölner Molekularbiologen Benno Müller-Hill auf, um sich mit diesem über seine These auszutauschen. Der Schriftverkehr zog sich bis April 1986 und endete mit der Einschätzung Müller-Hills: „Gerade weil das von ihnen [sic?] vermutete (nicht bewiesene) Verbrechen so groß ist, ist es meiner Ansicht nach unverantwortlich … damit an die Öffentlichkeit zu gehen“.
Als er seine Hypothese dennoch in der DDR veröffentlichen wollte, erteilte ihm das Politbüro, das er eigentlich um Unterstützung gebeten hatte, im Zeichen der „friedlichen Koexistenz mit den USA“ Veröffentlichungs- und Forschungsverbot. Da Segal sowjetischer Staatsbürger war, blieb es ihm möglich, im Westen zu publizieren, solange Moskau nicht intervenierte – was auch nicht geschah, da Gorbatschow zu dieser Zeit Glasnost eingeleitet hatte. Eine Publikation gelang Segal erstmals in Form einer Broschüre, die auf einer Konferenz der Blockfreien Staaten verbreitet wurde, die im Spätsommer 1986 in Harare stattfand. Segal ließ hierbei afrikanischen Journalisten ein Manuskript über seine Theorie zukommen, die dazu eine englischsprachige Buchbesprechung erstellten und unter dem Titel „Aids: USA – Home-Made Evil“ im simbabwischen Magazin Social Change and Development veröffentlichten. Diese Buchbesprechung wurde von Zeitungen im Vereinigten Königreich aufgegriffen.
Eine Veröffentlichung in der Bundesrepublik Deutschland gestaltete sich schwierig. Der Frankfurter Sexualwissenschaftler Volkmar Sigusch lehnte die Veröffentlichung einer Monographie Segals zum Thema ab, nachdem er das Manuskript gelesen hatte. Stefan Heym organisierte daraufhin ein ausführliches Interview, das zunächst in der Zeit erscheinen sollte. Als diese ablehnte, ebenso wie in der Folge Der Spiegel, Stern und Quick, erschienen Segals vermeintliche Enthüllungen in der taz. Dieses Interview erregte internationale Aufmerksamkeit und inspirierte weitere Varianten der AIDS-Verschwörungstheorie.
Segals Theorie war beispielsweise in Afrika (wie Sam Nujoma, bis 2005 Präsident von Namibia oder Friedensnobelpreisträgerin Wangari Maathai) und in den USA populär. In Deutschland verteidigt die MLPD die Thesen Jakob Segals. Neben der Behauptung des US-amerikanischen Ursprungs von AIDS wurden dabei bis vor wenigen Jahren auch Behandlungsstrategien gegen AIDS, wie sie Segal vorschlug, propagiert und teilweise auch erprobt. Dies erfolgte im Rahmen des der MLPD nahestehenden Fördervereins Neue Wege in der HIV-Therapie (FNV), der sich 2012 auflöste.

## Publikationen
- mit Lilli Segal: AIDS – die Spur führt ins Pentagon. Zusammen mit Manuel Kiper: Biokrieg: Verlag Neuer Weg, 2. ergänzte Auflage Oktober 1990, ISBN 3-88021-199-X.
- mit Lilli Segal, Christoph Klug: AIDS ist besiegbar. Die künstliche Herstellung, die Frühtherapie und deren Boykott, Verlag Neuer Weg, Essen 1995, ISBN 3-88021-296-1.
- AIDS. Zellphysiologie Pathologie und Therapie, Verlag Neuer Weg 1992, ISBN 3-88021-211-2.
- mit Gunther Seng: Methoden der UV-Bestrahlung von Blut – HOT und UVB. Grundlagen, Klinik, Praxis. Hippokrates-Verlag, Stuttgart 1998, ISBN 3-7773-0984-2.
- Jakob Segal, Ute Körner, Kate P. Leiterer: Die Entstehung des Lebens aus biophysikalischer Sicht, VEB Gustav Fischer Verlag 1983.